# جان لدیارد
جان لیدیارد (John Ledyard) (زادهٔ نوامبر ۱۷۵۱ – درگذشتهٔ ۱۰ ژانویه ۱۷۸۹)، کاوشگر و ماجراجوی اهل ایالات متحده بود.

## اوایل زندگی
لیدیارد در نوامبر ۱۷۵۱ در گروتون، کنتیکت متولد شد. او نخستین فرزند آبیگیل یونگز لیدیارد و کاپیتان جان لیدیارد جونیور، فرزند اسکاویر جان لیدیارد سینیور بود. یک یا دو روز پس به‌دنیا آمدن فرزند خود، کاپیتان جان لیدیارد کشتی پدرش را به دریا انداخت و به مقصد هند غربی حرکت کرد. لیدیارد سه سال بعد به پدربزرگ خود در هارتفورد، کنتیکت پیوسته و وارد مدرسه شد. پدر بزرگ وی درست قبل از اینکه لیدیارد ۲۰ ساله شود وفات کرد. (اسکوایر لیدیارد در ماه سپتامبر ۱۷۷۱ درگذشت؛ هنگام درگذشت اسکوایر، نوه وی جان سوم تقریباً سه ماه کمتر از ۲۱ سال داشت).
لیدیارد در ۲۲ آوریل ۱۷۷۲ وارد کالج دارتموث (که تنها ۳ سال از عمر آن می‌گذشت) شده و برای مدت کوتاهی آنجا ماند. او بدون کسب اجازه، برای دو ماه از اوت تا سپتامبر همان سال کالج را ترک کرده و به یک سفر اکتشافی کمپینگ را رهبری کرد و در ماه می ۱۷۷۳ کالج را برای همیشه ترک نمود. به‌طور فراموش نشدنی، او کانوی دستکند خود را ساخت و برای یک هفته در رودخانه کنتیکت تا مزرعه پدربزرگش آن را پارو زد. امروزه، باشگاه کانوی لیدیارد که بخشی از باشگاه تفریحی دارتموث است، به‌طور همه ساله یک سفر کانوی را دریای کنتیکت راه‌اندازی می‌کند. در اوقات بلاتکلیفی، او تصمیم گرفت تا سفر کند؛ او به پسر عموی خود نوشت، «من هفت سال خود را به سرگردانی تخصیص دادم». او به عنوان یک کارمند معمولی کشتی به یک سفر تجارتی یک ساله به جبل‌الطارق، ساحل بربر و کارائیب رفت. در سفر دریایی بعدی خود، او کشتی را وارد پورتسموث، انگلستان نمود و به زودی گرفتار شده و به عنوان تفنگدار دریایی به زور وارد نیروی دریایی بریتانیا شد.

## سومین سفر دریایی کاپیتان کوک
در ژوئن ۱۷۷۶، لیدیارد به عنوان یک تفنگدار دریایی به سومین و آخرین سفر دریایی کاپیتان جیمز کوک ملحق شد. این سفر دریایی تا اکتبر ۱۷۸۰ میلادی ادامه یافت. در جریان چهار سال، این دو کشتی در جزایر ساندویچ، دماغه امید نیک، جزایر پرینس ادوارد در آفریقای جنوبی، جزایر کرگولن، تاسمانی، نیوزیلند، جزایر کوک، تونگا، تاهیتی و سپس در هاوایی (که برای نخستین‌بار در این سفر دریایی مستند گردید) توقف نمودند. این سفر دریایی بسوی سواحل آمریکای شمالی ادامه یافته و احتمالاً لیدیارد را به نخستین شهروند ایالات متحده مبدل نمود که سواحل غربی آن را در امتداد جزایر آلیوتی و آلاسکا در دریای برینگ لمس می‌نماید و سفر دریایی دوباره به سمت هاوایی بازگشت و کوک در آنجا به قتل رسید. او تلاش نمود تا از کیالاکیکوا بی به موکواویویو و بلندترین نقطه آن ماونا لوا بالا رود، اما مجبور شد برگردد. هنگام بازگشت از سفر دریایی کشتی‌ها در کامپاتکا، ماکائو، باتاویا (حالا جاکارتا) و در اطراف دماغه امید نیک توقف نموده و در نهایت به انگلستان بازگشت.
لیدیارد که هنوز تفنگدار نیروی دریایی بریتانیا بود، برای جنگ با انقلاب آمریکا به کانادا فرستاده شد. او در عوض مأموریت خود را ترک و به دارتموث بازگشت و به نوشتن ژورنال آخرین سفر دریایی کاپیتان کوک آغاز کرد. این اثر در ۱۷۸۳ میلادی، پنج سال پس از سفر او به هاوایی، به نشر رسید و نخستین اثر در ایالات متحده بود که حق تکثیر آن محافظت شده بود. (در واقع این اثر توسط یک لایحه ویژه قانون حق تکثیر در ایالت کنتیکت محافظت شده بود؛ قانون حق تکثیر فدرال در ۱۷۹۰ میلادی معرفی شد). این اثر امروزه به عنوان یکی از کتابهای نادر تفسیر می‌گردد، چون نخستین کتاب مسافرتی بود که برای اولین‌بار در ایالات متحده به چاپ رسید و هاوایی را توصیف می‌کرد.

## تجارت خز
چون لیدیارد پی برده بود که خز سمور دریایی مناطق شمال غرب آمریکا در ماکائو از قیمت بسیار بالایی برخوردار است، او در اوایل دهه ۱۷۸۰ میلادی برای ایجاد شرکت‌های تجارت خز لابی‌گری کرد. پیشنهاد لیدیارد این بود تا خز با ابریشم و پورسلین چینی مبادله گردیده و بعداً در ایالات متحده به فروش برسد. هرچند شراکت تجاری او با سرمایه‌گذار اهل فیلادلفیا، رابرت موریس موفقیت‌آمیز نبود، اما او با این حال راه را برای تجارت با چین هموار ساخت.
لیدیارد در ژوئن ۱۷۸۴ ایالات متحده را به هدف یافتن بانکدارهای سرمایه‌گذاری در اروپا، ترک کرد. او در پاریس با جان پل جونز به شراکت آغاز کرد، اما این شراکت جدید نیز به ثمر نرسید.

## سفر زمینی در اطراف جهان
لیدیارد هنگامی که در پاریس بود، با تشویق توماس جفرسون سفیر وقت ایالات متحده و حمایت مالی موتیه دو لافایت، گیاه‌شناس جوسیف بانکس و داماد جان آدامز، ویلیام اسمیت به فکر یک سفر اکتشافی گسترده شد. جفرسون پیشنهاد نمود که لیدیارد از راه زمین و با گذشتن از روسیه، عبور از تنگه برینگ و حرکت به سوی جنوب آلاسکا و سپس گذشتن ویرجینیا که در غرب آمریکا است، به اکتشاف قاره آمریکا بپردازد.
لیدیارد در دسامبر ۱۷۸۶ لندن را ترک نموده و بیشتر خاک روسیه را طی کرد. او در ژوئن ۱۷۸۷ سن پترزبورگ را ترک و از مسکو، یکاترینبورگ، امسک، تومسک، ایرکوتسک، کیرنسک گذشت و پس از ۱۱ هفته به یاکوتسک رسید. در این‌جا او برای استراحت زمستانی توقف کرد، اما دوباره به ایرکوتسک بازگشت نمود تا به یک سفر اکتشافی بزرگتر که توسط جوسیف بیلینگز (از سفر دریایی کوک) رهبری می‌شد، بپیوندد. با این حال، لیدیارد در فوریه ۱۷۸۸ به فرمان امپراتور روسیه، کاترین کبیر دستگیر گردیده و از همان راه که رفته بود دوباره به مسکو بازگردانده شد و پس از آن به لهستان تبعید گردید.

## سفر اکتشافی به آفریقا
لیدیارد که دوباره به لندن بازگشته بود با انجمن آفریقا که در آن زمان به دنبال استخدام کاشفین برای آفریقا بود، آشنا شد. لیدیارد یک سفر اکتشافی را از دریای سرخ به آتلانتیک پیشنهاد کرد. او در اوت ۱۷۸۸ به اسکندریه رسید، اما روند آغاز سفر به آهستگی پیش می‌رفت. در اواخر نوامبر ۱۷۸۸، لیدیارد بر حسب اتفاق خود را با جوهر گوگرد (سولفوریک اسید) مسموم کرد و در ۱۰ ژانویه ۱۷۸۹ در قاهره درگذشت. جان لیدیارد در تپه‌های شینی اطراف دریای نیل در یک مقبره متواضع به خاک سپرده شد، اما موقعیت آن تا امروزه نامعلوم است.

## میراث
علاوه بر باشگاه کانوی لیدیارد، دو نوجوان دورتموث به نام‌های پیتر بوهلر و پیتر بریویت در بهار ۲۰۰۲ میلادی سفر لیدیارد را دوباره تکرار کردند. آنها با پیمودن یک راه پُستی قدیمی معروف به نورستیجن در امتداد ساحل، ۲٬۰۰۰ مایل از استوکهلم تا سن پترزبورگ را از طریق سوئد، فنلاند و روسیه طی نمودند.

## ارجاعات
1. 1 2 3  Laughton 1892.
2. ↑  Walther M. Barnard (1991). "Earliest Ascents of Mauna Loa Volcano, Hawai'i". Hawaiian Journal of History. Hawaiian Historical Society, Honolulu. 25. hdl:10524/599.
3. ↑  John W. Perry. "Captain Cook's American". Hana Hou! Vol. 5, No. 3, June/July 2002.
4. 1 2  Chisholm 1911.
5. ↑  The Gates of Africa. London: Harper Collins. 2003. p. 50. ISBN 0-00-712233-0.
6. ↑  Oren, Michael. Power, Faith, and Fantasy. W.W. Norton & Company. New York, 2007.
7. ↑  ""From Stockholm to St. Petersburgh: Retracing John Ledyard's Trek on Foot and Bike"". 3 February 2002.